# Neriene nigripectoris
Neriene nigripectoris är en spindelart som först beskrevs av Ryoji Oi 1960.  Neriene nigripectoris ingår i släktet Neriene och familjen täckvävarspindlar. Inga underarter finns listade i Catalogue of Life.